# Report on the Botanical Gardens
Report on the Botanical Gardens (abreviado Rep. Bot. Gard., Melbourne) fue una revista científica con ilustraciones y descripciones botánicas que fue publicada en Melbourne desde 1851 hasta 1859. Fue reemplazada por Report of the Government Botanist and Director of the Botanic and Zoologic Garden.